# Bergheim (Ortenberg)
Bergheim ist ein Stadtteil von Ortenberg im hessischen Wetteraukreis.

## Geografische Lage
Bergheim liegt am Fuße des Vogelsberges auf einer Höhe von 167 m ü. NN, etwa 2,5 km südöstlich des Stadtzentrums von Ortenberg und 6,5 km nordwestlich von Büdingen. Durch das Dorf fließt die Bleiche.

## Geschichte

### Ortsgeschichte
Die älteste bekannte schriftliche Erwähnung von Bergheim erfolgte ca. 1220/1230 als Berchem in einer Urkunde des Klosters Konradsdorf.
Bergheim gehörte im Mittelalter und in der frühen Neuzeit zum Amt Ortenberg, einem Kondominat, das von drei Landesherren aus dem Kreis der Mitglieder des Wetterauer Grafenvereins gebildet wurde. 1601 kam es zu einer Realteilung des Kondominats, wobei das Dorf Bergheim an die Grafschaft Hanau-Münzenberg, ab 1642: Grafschaft Hanau, fiel. Die Grafschaft Hanau wiederum fiel 1736 beim Tod des letzten Hanauer Grafen, Johann Reinhard III., aufgrund eines Erbvertrages an die Landgrafschaft Hessen-Kassel. Das Hanauer, später hessische „Amt Ortenberg“ bildete dann ab 1810 einen Teil des großherzoglich-hessischen Amtes Ortenberg. 1821 bildete das Großherzogtum den Landratsbezirk Nidda, in den auch alle Teile des ehemaligen Amtes Ortenberg verschmolzen und der ab 1832 Kreis Nidda hieß. Mit der Revolution von 1848 wurde kurzzeitig der Regierungsbezirk Nidda gebildet, 1852 aber der Kreis Nidda wiederbelebt. 1874 kamen die Gebiete des ehemaligen Amtes Ortenberg dann zum Landkreis Büdingen, der mit der Gebietsreform in Hessen 1972 im Wetteraukreis aufging.
Bergheim wurde im Zuge der Gebietsreform in Hessen bereits am 1. Juli 1971 mit den Städten Ortenberg und Lißberg sowie vier weiterer kleinerer umliegender Gemeinden auf freiwilliger Basis zu neuen Stadt Ortenberg zusammengeschlossen.
Für Bergheim wurde, wie für die übrigen Stadtteile von Ortenberg, ein Ortsbezirk gebildet.

### Verwaltungsgeschichte im Überblick
Die folgende Liste zeigt die Staaten und Verwaltungseinheiten, denen Bergheim angehört(e):
- vor 1601: Heiliges Römisches Reich, Amt Ortenberg (Kondominat des Wetterauer Grafenvereins)
- ab 1601: Heiliges Römisches Reich, Grafschaft Hanau-Münzenberg, Amt Ortenberg
- ab 1736: Heiliges Römisches Reich, Landgrafschaft Hessen-Kassel, Grafschaft Hanau-Münzenberg, Amt Ortenberg
- ab 1803: Heiliges Römisches Reich, Landgrafschaft Hessen-Kassel, Fürstentum Hanau, Amt Ortenberg[Anm. 2]
- ab 1806: Kaiserreich Frankreich,[Anm. 3] Fürstentum Hanau, Amt Ortenberg (Militärverwaltung)
- ab 1810: Großherzogtum Hessen (Souveränitätslande),[Anm. 4] Fürstentum Oberhessen, Amt Ortenberg (zur Standesherrschaft Stolberg gehörig)
- ab 1815: Großherzogtum Hessen (Souveränitätslande), Provinz Oberhessen, Amt Ortenberg[9] (zur Standesherrschaft Stolberg gehörig)
- ab 1821: Großherzogtum Hessen, Provinz Oberhessen, Landratsbezirk Nidda[10][Anm. 5]
- ab 1832: Großherzogtum Hessen, Provinz Oberhessen, Kreis Nidda
- ab 1848: Großherzogtum Hessen, Regierungsbezirk Nidda
- ab 1852: Großherzogtum Hessen, Provinz Oberhessen, Kreis Nidda
- ab 1867: Norddeutscher Bund,[Anm. 6] Großherzogtum Hessen, Provinz Oberhessen, Kreis Nidda
- ab 1871: Deutsches Reich, Großherzogtum Hessen, Provinz Oberhessen, Kreis Nidda
- ab 1874: Deutsches Reich, Großherzogtum Hessen, Provinz Oberhessen, Kreis Büdingen
- ab 1918: Deutsches Reich (Weimarer Republik), Volksstaat Hessen, Provinz Oberhessen, Kreis Büdingen
- ab 1938: Deutsches Reich, Volksstaat Hessen, Landkreis Büdingen[11][Anm. 7]
- ab 1945: Amerikanische Besatzungszone, Groß-Hessen,[Anm. 8] Regierungsbezirk Darmstadt, Landkreis Büdingen
- ab 1946: Amerikanische Besatzungszone, Land Hessen, Regierungsbezirk Darmstadt, Landkreis Büdingen
- ab 1949: Bundesrepublik Deutschland, Land Hessen, Regierungsbezirk Darmstadt, Landkreis Büdingen
- ab 1971: Bundesrepublik Deutschland, Land Hessen, Regierungsbezirk Darmstadt, Landkreis Büdingen, Stadt Ortenberg
- ab 1972: Bundesrepublik Deutschland, Land Hessen, Regierungsbezirk Darmstadt, Wetteraukreis, Stadt Ortenberg

## Bevölkerung
Einwohnerstruktur 2011
Nach den Erhebungen des Zensus 2011 lebten am Stichtag dem 9. Mai 2011 in Bergheim 609 Einwohner. Darunter waren 27 (4,4 %) Ausländer.
Nach dem Lebensalter waren 90 Einwohner unter 18 Jahren, 261 zwischen 18 und 49, 135 zwischen 50 und 64 und 123 Einwohner waren älter.
Die Einwohner lebten in 273 Haushalten. Davon waren 90 Singlehaushalte, 75 Paare ohne Kinder und 81 Paare mit Kindern, sowie 21 Alleinerziehende und 6 Wohngemeinschaften. In 51 Haushalten lebten ausschließlich Senioren und in 186 Haushaltungen lebten keine Senioren.
Einwohnerentwicklung
| Bergheim: Einwohnerzahlen von 1834 bis 2022 | Bergheim: Einwohnerzahlen von 1834 bis 2022 | Bergheim: Einwohnerzahlen von 1834 bis 2022 | Bergheim: Einwohnerzahlen von 1834 bis 2022 | Bergheim: Einwohnerzahlen von 1834 bis 2022 |
| --- | ------------------------------------------- | ------------------------------------------- | ------------------------------------------- | ------------------------------------------- |
| Jahr |                                             |                                             |                                             | Einwohner                                   |
| 1834 | 1834                                        |                                             | 423                                         | 423                                         |
| 1840 | 1840                                        |                                             | 458                                         | 458                                         |
| 1846 | 1846                                        |                                             | 414                                         | 414                                         |
| 1852 | 1852                                        |                                             | 431                                         | 431                                         |
| 1858 | 1858                                        |                                             | 399                                         | 399                                         |
| 1864 | 1864                                        |                                             | 378                                         | 378                                         |
| 1871 | 1871                                        |                                             | 338                                         | 338                                         |
| 1875 | 1875                                        |                                             | 343                                         | 343                                         |
| 1885 | 1885                                        |                                             | 347                                         | 347                                         |
| 1895 | 1895                                        |                                             | 362                                         | 362                                         |
| 1905 | 1905                                        |                                             | 365                                         | 365                                         |
| 1910 | 1910                                        |                                             | 384                                         | 384                                         |
| 1925 | 1925                                        |                                             | 429                                         | 429                                         |
| 1939 | 1939                                        |                                             | 457                                         | 457                                         |
| 1946 | 1946                                        |                                             | 646                                         | 646                                         |
| 1950 | 1950                                        |                                             | 599                                         | 599                                         |
| 1956 | 1956                                        |                                             | 553                                         | 553                                         |
| 1961 | 1961                                        |                                             | 530                                         | 530                                         |
| 1967 | 1967                                        |                                             | 558                                         | 558                                         |
| 1970 | 1970                                        |                                             | 599                                         | 599                                         |
| 1980 | 1980                                        |                                             | ?                                           | ?                                           |
| 1990 | 1990                                        |                                             | ?                                           | ?                                           |
| 2000 | 2000                                        |                                             | ?                                           | ?                                           |
| 2008 | 2008                                        |                                             | 669                                         | 669                                         |
| 2010 | 2010                                        |                                             | 651                                         | 651                                         |
| 2011 | 2011                                        |                                             | 609                                         | 609                                         |
| 2014 | 2014                                        |                                             | 674                                         | 674                                         |
| 2018 | 2018                                        |                                             | 648                                         | 648                                         |
| 2022 | 2022                                        |                                             | 600                                         | 600                                         |
| Datenquelle: Historisches Gemeindeverzeichnis für Hessen: Die Bevölkerung der Gemeinden 1834 bis 1967. Wiesbaden: Hessisches Statistisches Landesamt, 1968. Weitere Quellen: ; Stadt Ortenberg:; Zensus 2011; 2022 |                                             |                                             |                                             |                                             |

Historische Religionszugehörigkeit
| • 1961: | 460 evangelische (= 86,79 %), 54 katholische (= 10,19 %) Einwohner |

## Politik
Für Bergheim besteht ein Ortsbezirk (Gebiete der ehemaligen Gemeinde Bergheim) mit Ortsbeirat und Ortsvorsteher nach der Hessischen Gemeindeordnung.
Der Ortsbeirat besteht aus sieben Mitgliedern. Bei den Kommunalwahlen in Hessen 2021 betrug die Wahlbeteiligung zum Ortsbeirat 47,99 %. Alle Kandidaten gehörten der „Unabhängigen Bürgerliste Bergheim“ an. Der Ortsbeirat wählte Ulrich Ronny Herold zum Ortsvorsteher.

## Kultur und Sehenswürdigkeiten
- Evangelische „Heilige Kreuzkirche“
- Backhaus in der Ortsmitte
- Bergheim wurde im Wettbewerb Dolles Dorf des Hessischen Rundfunks zum „Dollsten Dorf 2009“ gekürt.

## Wirtschaft und Infrastruktur
- Sportplatz
- Kinderspielplatz
- Kindergarten Montessori
- Dorfgemeinschaftshaus, erbaut 1983
- Seit 2011 gibt es ein mit Holzhackschnitzel betriebenes Heizwerk, das mehr als die Hälfte des gesamten Ortes mit Wärme versorgt.
- Im Dorf treffen sich die Landesstraßen 3184 und 3190.